# اللاسلطوية في أيرلندا
بغض النظر عن التقاليد النقابية ذات الصلة باللاسلطوية في أيرلندا، المرتبطة بشخصيات مثل جيمس كونولي، تمتعت اللاسلطوية الأيرلندية بتقليد تاريخي ضئيل قبل السبعينيات. امتد تطورها الحقيقي كحركة منذ أواخر التسعينيات، على الرغم من وجود منظمة واحدة، وهي حركة التضامن العمالية، التي حافظت على وجود مستمر منذ عام 1984. كان الأناركيون نشطين في أيرلندا منذ فترة طويلة تعود إلى عام 1886، لكنهم كانوا عبارة عن مجموعات استمرت لفترة قصيرة أو أفراد منعزلين مع وجود فجوات زمانية كبيرة بين أنشطتهم.

## جذور الحركة
أول من ذكر للارتباط الأيرلندي باللاسلطوية كان القومي الأيرلندي المقيم في بوسطن و. ج. ه. سمارت، الذي كتب مقالات لصحيفة الأناركي في عامي 1880 و1881. في عام 1886، وصل مايكل غابرييل، وهو أناركي إنجليزي، إلى دبلن وانتقل إلى شارع بايفيو في نورث ستراند. كان عضوًا في الرابطة الاشتراكية، وهي منظمة تضم أعضاؤها الماركسي التحرري ويليام موريس والأناركي جوزيف لين. شُكل فرع من العصبة ومن المعروف أن المنشورات اللاسلطوية كانت من بين المنشورات التي وزعت من قبل تلك العصبة. في ذات الوقت تقريبًا، كتب جورج برنارد شو (1856-1950) مقالة "ماذا في الاسم (كيف يمكن أن يصفه الأناركي) بناءً على طلب شارلوت ويلسون للإصدار رقم 1 من صحيفة الأناركي في عام 1885. كان شو قد تعلم الفرنسية على يد الكومونارد ريتشارد ديك، الذي قدمه إلى برودون. لاحقًا، شعر بالإحراج بسبب عمليات إعادة الطبع غير المصرح بها، لأنه كان اشتراكيًا فابياني، وليس أناركيًا. أعرب الكاتب الأيرلندي أوسكار وايلد بشكل ملحوظ عن تعاطفه الأناركي، خاصة في مقالته روح الإنسان في ظل الاشتراكية. 
حوالي عام 1890، شارك جون كريغي، الطبيب الأيرلندي الذي كان مؤسسًا مشتركًا (مع فريد تشارلز)، في صحيفة أناركي شيفيلد، في التحريض بدون إيجار قبل مغادرته شيفيلد في عام 1891. كانت جريدة اللاسلطوية إل أوبريميدو، من أوائل من دعم تيار المنظمين (مقابل رفض تنظيم منظمات كبيرة الحجم). في عام 1892، زار الأناركيون الإنجليز فريد ألين في مكاتب دبلن المستقلة لمعرفة ما إذا كان صندوق المحاكمة العادلة الخاص به يمكن استخدامه للسجناء الأناركيين وكذلك سجناء الإخوان الجمهوريين الإيرلنديين. في عام 1894 في جمعية فابيان في كلية ترينيتي في دبلن، استمع أكثر من 200 طالب بتعاطف إلى محاضرة حول اللاسلطوية والداروينية. 
في القرن العشرين، كان الكابتن جاك وايت ناشطًا أناركيًا في الثلاثينيات بعد عودته من الثورة الإسبانية.

## التطور الحديث
في أواخر الستينيات، عندما انطلقت حملة الحقوق المدنية، ضمت منظمة الديمقراطية الشعبية، قبل أن تصبح مجموعة تروتسكية صغيرة، بعض الأناركيين الذين أطلقوا هذا الوصف على أنفسهم مثل جون ماكغوفين وجاكي كروفورد. كانت جاكي عضو من المجموعة التي باعت صحيفة فريدوم في شارع كاسل في بلفاست في أواخر الستينيات. كانت هناك لافتة أناركية في مسيرة الحقوق المدنية في بلفاست- ديري.  ساهم أعضاء منظمة الديمقراطية الشعبية، بما في ذلك جون غراي، في إصدار خاص من مجلة اللاسلطوية البريطانية حول أيرلندا الشمالية في عام 1971.
في أوائل سبعينيات القرن العشرين، أصبح بعض الأعضاء السابقين في الجيش الجمهوري الإيرلندي الرسمي مهتمين باللاسلطوية وطوروا اتصالات مع مجلة العلم الأسود في لندن. كان من بين الأسماء المستخدمة مجموعة دبلن اللاسلطوية والأرض الجديدة. كان وجودهم قصيرًا ولم ينشهر على نطاق واسع. أدى عدد من حالات السجن بتهمة الأعمال المسلحة إلى اختفاء المجموعة. حُكم فيما بعد على عضوين، ماري ونويل موراي، بالإعدام لقتل جندي خارج الخدمة أثناء هجوم على أحد البنوك كجزء من مجموعة تسمى الصليب الأسود الفوضوي (لا علاقة له بمجموعة دعم السجناء الأكبر سنًا). خُففت أحكامهم إلى السجن المؤبد عند الاستئناف. في عام 1970، كان هناك مجتمع هيبي في منزل مأخوذ بالقوة على طريق ميريون الحصري في دبلن المعروف باسم آيلاند كوميون. باع بعض السكان، بما في ذلك أوبي ديوير من مهرجان ويندسور، صحيفة فريدوم خارج مكتب البريد العام في أيام السبت.